# Exocentrus flavicornis
Exocentrus flavicornis es una especie de escarabajo longicornio del género Exocentrus, categorizada en la tribu Exocentrini, de la subfamilia Lamiinae. Fue descrita por Breuning en 1960.

## Descripción
Mide 3-4 mm de longitud.

## Distribución
Se distribuye por Mozambique y Tanzania.